# Silopalette
Eine Silopalette ist eine rundum geschlossene Gitterboxpalette, die zur Aufnahme von pulvrigem oder körnigem Ladegut bestimmt ist. Befüllt wird sie über die obenliegende Einfüllöffnung, über den trichterförmigen Boden wird sie entleert. Sowohl die Einfüll- als auch die Entleeröffnung können gegen den Zugriff von Unbefugten gesichert werden.

## Relevante Normen
- OENORM A 5340, Silopalette, Tankpalette; 800 mm × 1200 mm und 1000 mm × 1200 mm